# The Song of Songs (film fra 1918)
The Song of Songs er en amerikansk stumfilm fra 1918 af Joseph Kaufman.

## Medvirkende
- Elsie Ferguson - Lily Kardos
- Frank Losee - Senator Calkins
- Crauford Kent - Dick Laird
- Cecil Fletcher - Stephen Bennett
- Gertrude Berkeley - Kardos